# Josep Rovira i Sentiás
Josep Rovira i Sentiás   (Santa Maria d'Oló, 16 de maig de 1971) és un ex-pilot d'enduro català que guanyà un Campionat d'Europa i tres d'Espanya al llarg de la seva carrera. En obtenir el títol europeu (125cc, 1993) esdevingué el primer català a guanyar un campionat internacional d'enduro.
Membre del Moto Club Moianès, debutà en motocròs el 1989 i canvià a l'enduro el 1990. El 1991 guanyà el Campionat d'Espanya Júnior de 125cc amb una Yamaha. El 1992 entrà a l'equip oficial de Gas Gas i fou subcampió d'Espanya. El 1993 guanyà els campionats de 125 cc europeu i estatal (en aquest darrer, també l'Scratch). El 1994 fou tercer en el Campionat d'Espanya. Pel que fa als Sis Dies Internacionals d'Enduro, hi guanyà dues medalles de bronze individuals (1991 i 1994) i una per equips (1993). A banda, va formar part de l'equip guanyador de les 24 Hores de Moià en tres ocasions (1995-1996 i 2002).

## Palmarès
- 1 Campionat d'Europa d'enduro en 125 cc 2T (1993, Gas Gas)
- 3 Medalles de bronze als ISDE
- 3 Campionats estatals d'enduro:[2]
  - 1991: Júnior 125 cc (Yamaha)
  - 1993: 125cc i Scratch (Gas Gas)